# Sex Crimes 4
Sex Crimes 4 - Il crimine é ancora più seducente (Wild Things: Foursome) è un film del 2010 diretto da Andy Hurst. 
Pellicola statunitense, ultimo capitolo della saga Sex Crimes avviata nel 1998 da Sex Crimes - Giochi pericolosi.

## Trama
Carson Wheetly è il figlio ventenne ricco e viziato del milionario pilota automobilistico NASCAR Ted Wheetly. Carson odia suo padre che, secondo lui, avrebbe ucciso sua madre un anno prima per ereditare i suoi soldi. Carson si ritrova impigliato in un gioco di seduzione, avidità e omicidio dopo una notte volgare con tre belle donne: la sua fidanzata Rachel Thomas, la sua compagna di scuola Brandi Cox e una donna locale di nome Linda Dobson durante una festa. Quindi le tre donne portano accuse di stupro contro Carson che viene arrestato. Linda lascia cadere le accuse di stupro contro Carson dopo aver ricevuto un grosso pagamento in contanti e lascia la città. Anche Rachel lascia cadere le accuse di stupro ma Brandi continua a insistere sul fatto che Carson si sia ventato su di lei.
Pochi giorni dopo, Ted muore durante una gara e la polizia viene chiamata quando il detective Frank Walker indaga sulla morte dell'uomo avvenuta in circostanze discutibili. L'avvocato di Ted, George Stuben, improvvisamente annuncia durante la lettura della volontà che Carson non può ereditare i soldi e la proprietà di Ted fino a quando non compie 30 anni o non si sposa: Carson si sposa rapidamente con Rachel ed eredita tutto. Carson e Rachel decidono di uccidere Brandi piuttosto che darle una parte dei soldi dopo che finalmente ha lasciato cadere le accuse di stupro contro Carson in modo che conservino tutti i soldi per se stessi. Tuttavia, Rachel, insieme a Brandi, stanno anche pianificando di uccidere Carson in modo che Rachel possa ereditare come vedova addolorata e dividere i soldi tra di loro.
Una sera, Rachel e Brandi attirano Carson in un motel economico nelle Everglades con l'intenzione di fare sesso e, dopo una lotta, Brandi uccide Carson sparandogli alla testa e lascia un falso messaggio di suicidio implicando che Carson si sia ucciso. Rachel eredita quindi i soldi di Carson ma invece di dividere i soldi, pianifica di uccidere Brandi per mantenere tutti i soldi per se stessa. Brandi, anticipando che Rachel potrebbe fare proprio questa mossa, pianifica a sua volta un suo piano per uccidere Rachel.
Brandi attira Rachel in una vecchia capanna nelle paludi vicine con l'intenzione di fare sesso. Rachel e Brandi, entrambi cercano di uccidersi a vicenda, e sebbene Brandi abbia il sopravvento, vengono scoperti. Sono entrambi arrestati e interrogati separatamente dal detective Walker, il quale rivela di sapere che entrambi sono cresciute insieme e hanno pianificato di trovare un uomo da sposare e poi uccidere in modo che possano ereditare una fortuna. Brandi incrimina Rachel rivelando dei video DVD nascosti che mostrano che sia Carson che Rachel hanno manomesso l'auto di Ted Wheetley per causare la sua morte, così come la camicetta macchiata di sangue di Rachel dal motel, il che suggerisce che Rachel abbia ucciso Carson da sola. Rachel viene arrestata e mandata in prigione mentre Brandi se ne va libera.
Dopo aver chiuso il caso, il detective Walker si ritira e si unisce a Brandi su una barca a motore, rivelando di essere un poliziotto corrotto che ha aiutato Brandi a incriminare Rachel per l'omicidio di Carson in modo da poter ottenere una parte dei soldi di Wheetly. Tuttavia in mare, Brandi colpisce due volte Walker pugnalandolo a morte e gettando il suo corpo in mare. Quindi fugge nei Caraibi per reclamare tutti i soldi per se stessa.
Una serie di scene sui titoli di coda rivela la verità dietro il crimine. Si scopre che il timido avvocato di Ted Wheetly, George, era in realtà la mente dietro l'intero schema. George è in realtà un truffatore di carriera che, per molti anni, ha impersonato un avvocato che ha pianificato di rubare tutti i soldi della famiglia Wheetly, per un totale di 155 milioni di dollari. George si è avvicinato per la prima volta a Brandi (che nutriva rancore nei confronti della famiglia Wheetly) per aiutarla e poi Brandi si è avvicinato a Rachel. Rachel e Brandi hanno quindi manipolato Carson nel credere che Ted abbia ucciso sua madre in modo da poter ottenere la sua assistenza. Brandi fece quindi finta di presentare accuse di stupro contro Carson durante una festa per ricattarlo nel matrimonio con Rachel e ottenere una parte dei soldi di Ted. George ha lavorato dietro le quinte per tutto il film cambiando la natura della volontà di Ted e piantando prove che il Detective Walker ha trovato. Brandi è stata colei che ha appreso che Walker era corrotto e poteva essere manipolato da qualsiasi offerta di denaro. Dopo aver ucciso Walker, Brandi incontra George in un'isola caraibica: George svuota tutti i suoi conti correnti per portare i soldi nel suo conto personale delle Isole Cayman. George quindi dà a Brandi una valigia presumibilmente piena di denaro come sua parte dei soldi di Wheetlys. Ma quando Brandi sale a bordo di un motoscafo per pilotare via e apre la valigia, il contenuto del caso si rivela essere una bomba che esplode, uccidendo Brandi. È anche implicito che George abbia fatto uccidere Rachel in prigione e lo abbia fatto sembrare un suicidio. George se ne va con tutti i 155 milioni di dollari per se stesso. Nell'ultima scena, George è affiancato da un altro cospiratore; Linda Dobson, che sembra essere sua moglie.

## Promozione
(Tagline del film)